# Марк Еванс (веслувальник)
Марк Еванс (англ. Mark Evans, 16 серпня 1957) — канадський академічний веслувальник.
Олімпійський чемпіон 1984 року в складі вісімки.